# Dysjön, Södermanland
Dysjön är en numera torrlagd sjö i Talja i Flens kommun i Södermanland och ingår i Nyköpingsåns huvudavrinningsområde.